# Marsilio (nome)
Marsilio  è un nome proprio di persona italiano maschile.

## Varianti
- Maschili: Marsiglio[1][2], Marzilio[1]
  - Ipocoristici: Silio
- Femminili: Marsilia[1][2], Marsiglia[1][2]

### Varianti in altre lingue
- Catalano: Marsili[4]
- Portoghese: Marcílio[5]
- Spagnolo: Marsilio[4]

## Origine e diffusione
Si tratta di un nome raro in Italia, attestato prevalentemente al Centro e, in misura minore, al Nord, con concentrazione maggiore in Umbria e Toscana.
La sua diffusione è dovuta a due diverse tradizioni onomastiche: da un lato riprende il toponimo di Marsiglia (anticamente Marsilia), città francese che ebbe intensi rapporti commerciali e culturali con la Toscana durante il tardo medioevo. Dall'altro lato, continua l'antico nome latino Marcilius, a sua volta un derivato patronimico del nome Marco. In parte, può aver contribuito per via letteraria anche il personaggio di Marsilio, re dei Saraceni nella Chanson de Roland e in vari altri poemi cavallereschi.

## Onomastico
L'onomastico può essere festeggiato il 1º novembre, a Ognissanti, essendo un nome adespota, cioè non portato da alcun santo.

## Persone

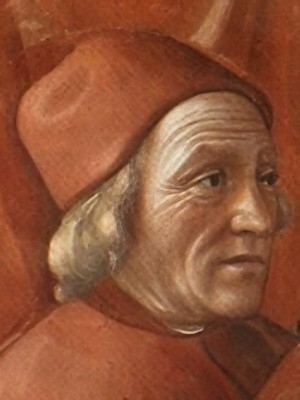
Marsilio Ficino

- Marsilio da Padova, filosofo e scrittore italiano
- Marsilio da Carrara, signore di Padova
- Marsilio de' Rossi, condottiero italiano
- Marsilio da Carrara di Francesco Novello, condottiero italiano
- Marsilio Andreasi, ambasciatore italiano
- Marsilio Ficino, filosofo e umanista italiano
- Marsilio Landriani, vescovo cattolico italiano
- Marsilio Landriani, chimico italiano
- Marsilio Peruzzi, arcivescovo cattolico italiano
- Marsilio Torelli, conte di Montechiarugolo

### Variante Marcílio
- Marcílio Florêncio Mota Filho, calciatore brasiliano